# Józef Surowiec
Józef Surowiec (ur. 10 czerwca 1935 w Dąbrowie Tarnowskiej, zm. 28 lutego 2023 w Olsztynie) – polski działacz partyjny i państwowy, w latach 1985–1990 wicewojewoda olsztyński.

## Życiorys
Syn Franciszka i Honoraty. Wieloletni działacz Zjednoczonego Stronnictwa Ludowego. W latach 70. i 80. zasiadał w Naczelnym Komitecie ZSL, szefował również Centralnemu Ośrodkowi Doskonalenia Kadr (1982–1986). W latach 1975–1982 kierował Wojewódzkim Komitetem ZSL w Łomży. Zasiadał w Wojewódzkiej Radzie Narodowej w tym mieście, w 1980 objął stanowisko wiceprzewodniczącego jej Prezydium. Później związany z Warmią i Mazurami, od października 1985 do marca 1990 pełnił funkcję wicewojewody olsztyńskiego. W III RP kontynuował działalność w ramach Polskiego Stronnictwa Ludowego. Zasiadał w komitecie wojewódzkim partii w warmińsko-mazurskiem i był jej honorowym prezesem w tym województwie.
Był żonaty, miał dzieci, wnuki i prawnuki. 3 marca 2023 został pochowany na Cmentarzu Parafialnym w Dąbrowie Tarnowskiej.